# Efferia argygogaster
Efferia argygogaster är en tvåvingeart som först beskrevs av Macquart 1846.  Efferia argygogaster ingår i släktet Efferia och familjen rovflugor. Inga underarter finns listade i Catalogue of Life.